# Паба
Паба (бенг. পাবনা, англ. Paba) — город на северо-западе Бангладеш, административный центр одноимённого подокруга. По данным переписи 2001 года, уровень грамотности населения составлял 60 % (при среднем по Бангладеш показателе 43,1 %). 